# David Murray (autóversenyző)
David Murray (Edinburgh, 1909. december 28. – 1973. április 5.) brit autóversenyző.

## Pályafutása
1950 és 1952 között a Formula–1-es világbajnokság négy versenyén állt rajthoz. David jelen volt a sorozat történelmének első versenyén az 1950-es brit nagydíjon. Ebben a szezonban még az olasz futamon is elindult, majd a következő két évben mindkétszer ott volt a brit versenyen.
1952-ben megalapította a Ecurie Ecosse nevű autóverseny istállót, amely leginkább hosszútávú versenyeken ért el sikereket. 1956-ban és 1957-ben a csapat versenyzői megnyerték a Le Mans-i 24 órás viadalt.
David maga is szerepelt a Le Mans-i futamon. 1937-ben Pat Fairfield váltótársaként nevezett a versenyre, ám az egység nyolc körrel a rajtot követően kiesett.

## Eredményei

### Teljes Formula–1-es eredménylistája
(Táblázat értelmezése)

(Félkövér: pole-pozícióból indult; dőlt: leggyorsabb kört futott) 

| Év   | Csapat              | Modell           | Motor               | 1      | 2   | 3   | 4   | 5      | 6      | 7      | 8   | Helyezés | Pont |
| ---- | ------------------- | ---------------- | ------------------- | ------ | --- | --- | --- | ------ | ------ | ------ | --- | -------- | ---- |
| 1950 | Scuderia Ambrosiana | Maserati 4CLT/48 | Maserati Straight-4 | GBR Ki | MON | 500 | SUI | BEL    | FRA    | ITA Ki |     | -        | 0    |
| 1951 | Scuderia Ambrosiana | Maserati 4CLT/48 | Maserati Straight-4 | SUI    | 500 | BEL | FRA | GBR Ki | GER Ni | ITA    | ESP | -        | 0    |
| 1952 | Ecurie Ecosse       | Cooper T20       | Bristol Straight-6  | SUI    | 500 | BEL | FRA | GBR Ki | GER    | NED    | ITA | -        | 0    |

### Le Mans-i 24 órás autóverseny
| Év   | Csapat       | Autó                | Csapattárs    | Helyezés |
| ---- | ------------ | ------------------- | ------------- | -------- |
| 1937 | David Murray | Frazer Nash-BMW 328 | Pat Fairfield | Kiesett  |

## Külső hivatkozások
- Profilja a grandprix.com honlapon (angolul)
- Profilja a statsf1.com honlapon (angolul)